# Chasmina tibiopunctata
Chasmina tibiopunctata là một loài bướm đêm trong họ Noctuidae.